# Площадь Кальвина

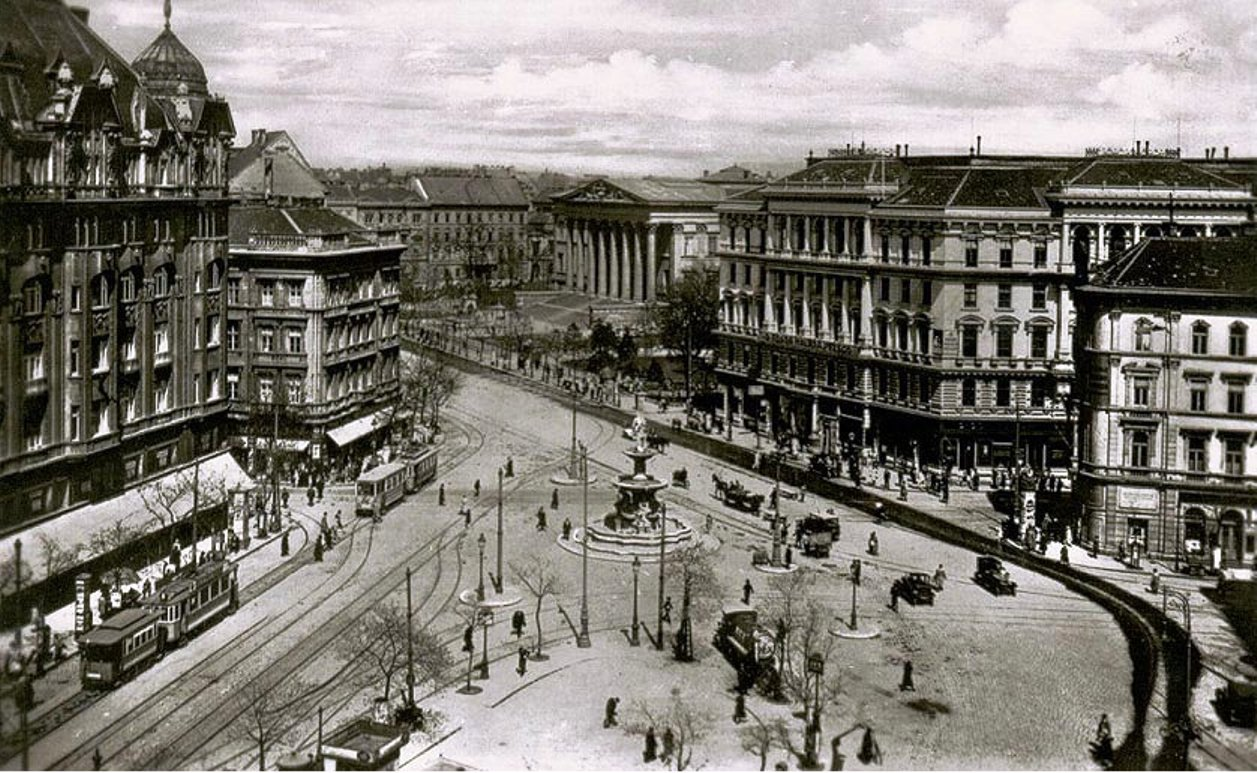
Площадь Кальвина в 1896 году

Площадь Кальвина (венг. Kálvin tér) — площадь и перекрёсток в центре Будапешта. Названа в честь французского протестантского реформатора Жана Кальвина из-за большой реформатской церкви, расположенной там.
Площадь расположена в Пеште на стыке 5-го, 8-го и 9-го районов. Дороги, которые сходятся на площади, включают Кишкёрут, а также к северу от площади бульвара Вамхаз (венг. Vámház körút) к югу, проспекта Иллёи (венг. Üllői út), улицы Барош (венг. Baross utca) и улицы Кешкемети (венг. Kecskeméti utca).
Недалеко от площади находится одноимённая пересадочная станция метро.